# Vanha Kirkkosaari (ö i Viitasaari)
Vanha Kirkkosaari eller Viitasaari eller Viitasaari är en ö i Finland. Det finns en gammal kyrkoplats och begravningsplats på denna ön. Den ligger i sjön Keitele och i kommunen Viitasaari den ekonomiska regionen  Saarijärvi-Viitasaari och landskapet Mellersta Finland, i den centrala delen av landet, 300 km norr om huvudstaden Helsingfors. Öns area är 2,54 kvadratkilometer och dess största längd är 3,4 kilometer i sydöst-nordvästlig riktning.